# Les Aventures d'Octobrine
Pour plus de détails, voir Fiche technique et Distribution.
Les Aventures d'Octobrine (en russe : Похождения Октябрины, Pokhojdenia Oktiabriny) est une comédie soviétique réalisée par Leonid Trauberg et Grigori Kozintsev en 1924. Le premier film du studio de cinéma FEKS. Il s'agit d'un court métrage muet considéré comme perdu, détruit dans un incendie de studio en 1925.

## Liminaire
Ce film, à l'instar de beaucoup d'autres films soviétiques de cette époque, semble avoir été détruit dans l'incendie d'un studio en 1925 et est considéré comme perdu.

## Historique du film
Les Aventures d'Octobrine a été réalisé dans la mouvance de la Fabrique de l'acteur excentrique, un collectif d'artistes pétersbourgeois.

## Synopsis
Une jeune fille, membre du Parti communiste, pourchasse un clown, représentation de la Russie tsariste.

## Fiche technique
- Scénario : Grigori Kozintsev, Leonid Trauberg
- Réalisation : Grigori Kozintsev, Leonid Trauberg
- Opérateurs : Ivan Frolov, Fridrikh Verigo-Darovsky
- Direction artistique : Boris Chaikovsky
- Société de production : Sevzapkino
- Longueur : 970 m
- Durée : 36 minutes
- Format : Noir et blanc, muet
- Première représentation : le 9 décembre 1924[2]

## Distribution
- Zinaida Tarakhovskaïa : Octobrine
- Sergueï Martinson : Coolidge Curzon Poincare
- Evgueni Kumeiko : le « nepman »[3]
- Antonio Tserep : homme-sandwich
- Fedor Knorre : agent de Secours rouge international